# 2008-as peloponnészoszi földrengés
A 2008-as peloponnészoszi földrengés  egy 2008. június 8-án kipattant, két halálos áldozatot követelő földrengés volt, melynek következtében több mint 220 ember sérült meg és 2000-nél is többen váltak hajléktalanná. A földrengés a Peloponnészosz nyugati részén  történt. A rengés kelet-európai idő szerint 15:25-kor rázta meg a területet, és magnitúdója Richter-skálán az Egyesült Államok Geológiai Szolgálata (USGS) mérései szerint 6,4, míg az athéni Geodinamikai Intézet mérései szerint 6,5 volt. Athénban, valamint Olaszország déli részein is érezni lehetett.
A földrengés hipocentruma Pátra tengerparti kikötővárostól 32 km-re délnyugatra a peloponnészoszi térségben 10 km mélyen volt. Prokopisz Pavlopulosz miniszter egy mentő- és helyreállítócsoportot indított útnak, melyben helyet kapott öt kormányzati küldött is, hogy felmérjék a károk mértékét és azt, hogy mire van szüksége a földrengéssel sújtott peloponnészoszi régióban az eseményeket túlélőknek. Rajtuk kívül a Vöröskereszt és a katonaság erői is a térségbe érkeztek.

## Tektonikai összefoglaló
A USGS összefoglalója az eseményekről:
A földkéreg és a litoszféra a Földközi-tenger keleti medencéjében egy széles átmeneti zónát képez, ahol három litoszféra-lemez, az európai, az afrikai és az arab lemez találkozik. Ezeknek a kőzetlemezeknek a mozgása irányítja több mikrolemez mozgását is, és ezen kisebb lemezek alakja és mozgása határozza meg a régióban kialakuló földrengések központját és  fészekmechanizmusát.

A 2008. június 8-i földrengést a kisebb méretű délnyugati égei-tengeri mikrolemez mozgása által kiváltott kőzetfeszültség okozta, melynek az az oka, hogy az eurázsiai lemezhez képest mért sebessége 30 mm/év. Az égei lemez és az eurázsiai lemez határa Görögország középső részén határozatlan. A szeizmicitás egy keleties és egy északnyugatias irányú deformációs zónában összpontosul. A keleties irányú zóná elsődlegesen normálvetős.  Az északnyugatias irányú zónára elsődlegesen az oldaleltolódásos vetők jellemzők. A június 8-i földrengés fészekmechanizmusa az északnyugatias zóna oldaleltolódásos vetői által keltett rengésekkel mutat összhangot. A 20. század eleje óta Görögország középső részén a legerősebb mért földrengés erőssége 7,2-es volt.